# The Whitest Boy Alive
The Whitest Boy Alive es un grupo musical con base en Berlín. La banda se componía de Erlend Øye, también componente de Kings of Convenience como guitarrista y cantante , el bajista Marcin Öz, el baterista Sebastian Maschat y Daniel Nentwig en el piano Rhodes y sintetizadores Crumar. Empezaron como un proyecto de música electrónica en Berlín en el 2003, pero se desarrollaron desde entonces como una banda sin elementos programados. Su álbum debut Dreams salió a la venta el 21 de junio de 2006. 
Durante su gira por Latinoamérica, a principios del 2007, instalaron un estudio en una Playa de Burros, Nayarit, México con el fin de grabar su segundo álbum Rules, que agregó 11 temas nuevos a su discografía, saliendo a la venta en marzo del 2009.
La banda anunció su separación el 2 de junio de 2014 por medio de un comunicado en su página de Facebook.
El sábado 9 de noviembre de 2019, luego de 7 años vuelven a tocar en vivo en Santiago de Chile, en el festival Fauna, así mismo hacen presentación en el Centro Cultural Konex de la Ciudad Autónoma de Buenos Aires Argentina el jueves 14 de noviembre de 2019. Y terminan su gira en el festival La Nueva Generación en Córdoba Argentina el 17 de noviembre de 2019.

## Miembros
- Erlend Øye - guitarra y voz
- Marcin Öz - bajo
- Sebastian Maschat - batería
- Daniel Nentwig - teclados y sintetizadores

## Discografía

### Álbumes
- Dreams (2006)
- Rules (2009)

### Sencillos
- Burning (2006)
- Golden Cage (2006)
- Serious (2020)